# Eros Ramazzotti
Eros Luciano Walter Ramazzotti (født 28. oktober 1963 i Rom, Italien) er en italiensk popsanger.
Han voksede op i udkanten af Roms Cinecittà (Italiens svar på Hollywood) og medvirkede som ung som statist i en del film.
I 1984 udgav han sit første album, Cuori agitati. Blandt hans hits var Terra promessa, L'ombra del gigante, Piú Bella Cosa og Fuoco nel fuoco. Han synger både på italiensk og spansk.
I 2007 sang han en duet med den store latinostjerne Ricky Martin både på italiensk og spansk. Duetten hedder Non Siamo Solí.
Den 7. marts 2010 skulle Eros Ramazzotti have optrådt i Aalborg, men koncerten blev aflyst pga. uforudsete helbredsproblemer, der tvang ham til at lande i Hamburg i stedet for Aalborg. Koncerten var den eneste i Danmark. Eros lovede dog at gennemføre koncerten på et senere tidspunkt. Dette blev realiseret i forbindelse med hans NOI-Europaturné den 19. maj 2013 i Gigantium.